# 尼古拉·什维尔尼克
尼古拉·米哈伊洛维奇·什维尔尼克，（俄语：Никола́й Миха́йлович Шве́рник，1888年5月19日—1970年12月24日）苏联党和国家领导人。自1946年3月19日至1953年3月15日他曾担任苏联最高苏维埃主席团主席，不过在这段时间里实际上的权力集中在苏共中央总书记兼苏联部长会议主席斯大林手中，什维尔尼克本人并没有多少权力。此前曾担任全苏工会中央理事会主席。

## 生平
- 1888年5月19日出生于圣彼得堡的工人家庭。父亲曾在部队服役，母亲是一名农民的私生女。什维尔尼克毕业于教会学校和职业学校。
- 1902年，圣彼得堡Duflon and Konstantinovich机电工厂车工。
- 1905年，目睹圣彼得堡血腥星期日事件，同年加入俄国社会民主工党（布）。在圣彼得堡，尼古拉耶夫，图拉，萨马拉等地进行参加革命工作。
- 1909年，俄国社会民主工党（布）圣彼得堡市委成员。
- 1910年-1911年，圣彼得堡金属工人工会理事会成员。
- 1913年，为躲避追捕，前往图拉工作。后返回圣彼得堡做工人，同时进行革命工作。再次被捕，流放图拉。
- 1915年春，流放萨马拉，与当地党组织取得联系，继续从事革命工作。
- 1917年2月，由于组织反战游行和革命工作，流放萨拉托夫。二月革命后返回萨马拉，当选为Trubochny区党委主席，市工会理事会主席，市苏维埃执行委员会主席团成员。那时起开始从事工会的党务工作。
- 1917年10月，全俄军工工人工会主席。
- 1918年6月，参与抵抗捷克军团叛乱的战斗，击退捷克军团和白军对萨马拉的包围。
- 1918年7月-10月，红军第24步兵师政委，参与推翻全俄立宪会议委员会伪政权的战斗。10月起，红军总军械部任职。
- 1919年-1921年，红军高加索前线后勤部长。
- 1923年11月起，全俄反怠工委员会副主席。
- 1924年2月-1925年11月，俄罗斯工农检查院检查长。
- 1925年-1926年，联共（布）列宁格勒州党委书记，西北局局长。
- 1927年3月-1929年1月，联共（布）乌拉尔州州委第一书记。
- 1929年1月-1930年5月，苏联工会中央委员会书记。
- 1930年5月-1944年3月，苏联工会中央委员会第一书记。
- 1931年，作为法官参与了孟什維克審判。
- 1938年1月-1946年2月，苏联最高苏维埃民族院主席。
- 苏德战争期间，组织领导疏散工作，将苏联的工业设施疏散到西伯利亚和远东地区，以躲避德意志國防軍的占领。他发起成立了英苏联合工会委员会，其主要任务是团结两国工会，打败德国法西斯。参加了世界工会联合会成立的筹备工作，为其成立奠定了基础。
- 1942年11月-1951年6月，调查德国法西斯侵略者暴行委员会主席。
- 1944年2月-1946年3月，苏联最高苏维埃主席团第一副主席，1944年3月-1946年6月，俄罗斯联邦苏维埃社会主义共和国最高苏维埃主席。
- 1946年3月-1953年3月，苏联最高苏维埃主席团主席。成为苏联名义上的最高领导人。
- 1953年3月-1956年2月，全苏工会中央理事会主席。
- 1956年2月-1962年11月，苏共中央监察委员会主席。
- 1962年11月-1966年3月，苏共中央党务委员会主席，参与了大清洗受害者的平反工作。
- 1966年3月退休。
- 1970年12月24日于莫斯科逝世，享年82岁。安葬于克里姆林宫红场墓园。

什维尔尼克是俄共（布）13大，联共（布）14-18大，苏共19-23大，第13-18次代表会议代表；第14-23届中央委员，第18届中央政治局委员，第19届中央主席团委员（1952-1953）、候补委员（1953-1957），第20-22届中央主席团委员，第16届中央书记处候补书记，第14，16-18届中央组织委员，第15届候补中央组织委员，第16届中央书记处候补书记；第1-6届苏联最高苏维埃民族院代表，第2-6届俄罗斯苏维埃联邦社会主义共和国最高苏维埃代表，第2-4届乌克兰苏维埃社会主义共和国最高苏维埃代表，第2-4届哈萨克苏维埃社会主义共和国最高苏维埃代表。

## 荣誉
- 社会主义劳动英雄称号（1953）
- 五次列宁勋章（1938,1946,1948,1958,1968）
- 纪念列宁诞辰100周年奖章
- 保卫莫斯科奖章
- 1941-1945年伟大卫国战争战胜德国奖章
- 1941-1945年伟大卫国战争中忘我劳动奖章
- 莫斯科建城八百周年奖章[2]

## 纪念
- 苏联时代很多国营农场都以什维尔尼克命名。
- 在莫斯科，列宁格勒和萨罗夫都有什维尔尼克大街。
- 在圣彼得堡，1971年-1993年，第二Murinsky大道称为什维尔尼克大道。